# 王郁文
王郁文（1986年—）是台灣的女性藝人，为台灣民眾黨黨員。
在國立臺灣大學公共衛生學系就讀時期，列名「臺大十三妹」之一（人稱「公衛文」）。

## 早年
王郁文畢業於國立臺灣大學公共衛生學系。 2010年在臺大就讀時被網友列入臺大當時的校花名單「臺大十三妹」中的「公衛文」，在網路享有知名度。同年應募中國大陸成都大熊猫繁育研究基地舉辦的「熊猫守护使」活动，以全球最高分數入選。大學畢業後曾涉足模特兒圈與演藝圈，拍過寫真也上過多個知名綜藝節目。

## 政治參與
2020年當選台灣民眾黨黨代表。為網紅吳達偉（Z9）助選2020年立法委員選舉時認識了候選人高虹安，在高虹安當選立委後成為她的助理。擔任助理期間，以筆名「水母」替高虹安編寫臉書。

## 事件及爭議
- 2022年高虹安當選新竹市市長，2023年8月高因涉立委任内詐領助理费被起訴，王郁文是同遭控的助理之一，亦是唯一拒絕認罪的助理。[2]2024年7月一審宣判，法院依貪污治罪條例貪污金額新台幣466元判處王有期徒刑2年，緩刑5年，褫奪公權2年，可上訴。[7]
- 於前項與高虹安共同貪污案中，偵訊時錄音、錄影消失16分鐘，指出期間檢察官未告知已中斷錄影，且於筆錄中亦無標示錄影中斷。並於中斷錄影期間檢察官表示：「上面指示一定要起訴高虹安，一定要起訴你們這些助理。」王郁文於法庭上詢問該偵訊程序是否有瑕疵，但檢察官仍舊以在補充理由書寫出『這只是類似「休庭」的方式，先行關閉錄音錄影。』來規避刑事訴訟法100-1條明文規定「有急迫情況且經記明筆錄者才能中斷錄影」。

## 個人生活及軼事
大約在2016年結婚，丈夫從事金融業。